# Sphenomorphus tenuiculus
Sphenomorphus tenuiculus är en ödleart som beskrevs av  François Mocquard 1890. Sphenomorphus tenuiculus ingår i släktet Sphenomorphus och familjen skinkar. Inga underarter finns listade i Catalogue of Life.